# Chrysopilus tenggeranus
Chrysopilus tenggeranus är en tvåvingeart som beskrevs av Frey 1934. Chrysopilus tenggeranus ingår i släktet Chrysopilus och familjen snäppflugor. Inga underarter finns listade i Catalogue of Life.